# قضاء ماحص والفحيص
قضاء ماحص والفحيص قضاء يقع في لواء ماحص والفحيص، محافظة البلقاء في الأردن. ينتمي القضاء للواء ماحص والفحيص الذي يضم قضاء واحد. يقدر عدد سكانه بـ 36670 نسمة حسب إحصاء 2015.

## الوصلات الخارجية
- دائرة الاحصاءات العامة